# Thích Nhất Hạnh
Thích Nhất Hạnh (Huế, Indochina Francesa; 11 de octubre de 1926 - Ib.; 22 de enero de 2022) fue un monje budista zen, escritor, poeta y activista por la paz vietnamita.  Fue un influyente maestro budista, conocido por su promoción del mindfulness y el budismo comprometido.

## Biografía

### Primeros años y formación
Nhất Hạnh nació como Nguyễn Xuân Bảo en Huế, Vietnam Central, en 1926.  A los 16 años, ingresó en el monasterio Từ Hiếu, cerca de Huế, donde estudió con el maestro zen Thanh Quý. Se graduó en la Academia Budista Bao Quoc y recibió formación en las tradiciones zen y Mahayana.  Fue ordenado monje en 1949.
En 1956, fue nombrado editor jefe de "Vietnamese Buddhism", el periódico de la Asociación Budista Unificada de Vietnam.  En los años siguientes, fundó la editorial Lá Bối Press, la Universidad Budista Van Hanh en Saigón y la Escuela de la Juventud para el Servicio Social (SYSS), una organización de activistas budistas que trabajaban por la paz y el desarrollo social en zonas rurales.

### Actividad durante la Guerra de Vietnam
Nhất Hạnh aceptó una beca Fulbright en 1960 para estudiar religión comparada en la Universidad de Princeton, en EE. UU. Estudió en esa universidad y dio clases en la Universidad de Columbia.  Durante este tiempo, se convirtió en un destacado defensor de la paz y se opuso a la Guerra de Vietnam.
En 1965, escribió una carta a Martin Luther King Jr. instándolo a oponerse públicamente a la guerra. Se reunió con King en 1966. Más tarde durante ese año, King lo nominó para el Premio Nobel de la Paz de 1967, destacando su labor humanitaria y sus propuestas para la paz.  Sin embargo, el premio no fue otorgado ese año.
Debido a su activismo, Nhất Hạnh fue exiliado de Vietnam del Sur en 1966 y no se le permitió regresar.

### Exilio y fundación de Plum Village

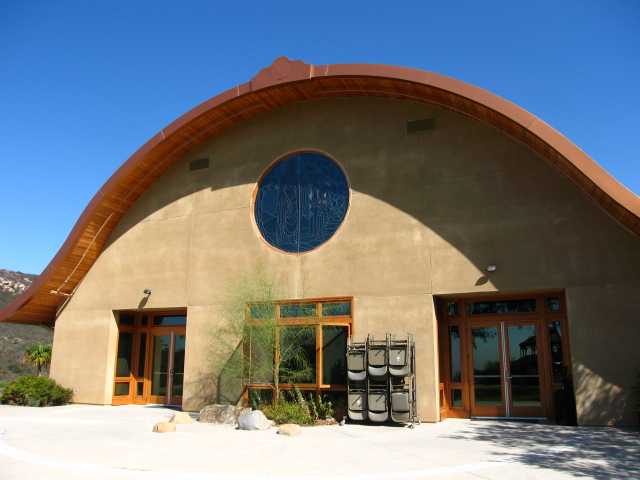
Monasterio Deer Park en California, uno de los centros fundados por la comunidad de Thích Nhất Hạnh.

Nhất Hạnh se mudó a París en 1966 y se convirtió en el presidente de la Delegación de Paz Budista Vietnamita, un grupo involucrado en los Acuerdos de paz de París, que finalmente pusieron fin a la participación estadounidense en la Guerra de Vietnam. Por negarse a tomar partido en la guerra, Nhất Hạnh fue exiliado por los gobiernos tanto de Vietnam del Norte como de Vietnam del Sur. Recibió asilo en Francia y se mudó a los suburbios de París, donde vivió con otros refugiados vietnamitas.
Durante su exilio, continuó enseñando, escribiendo y trabajando por la paz.
En 1982, fundó Plum Village, un monasterio y centro de práctica budista en Dordoña, al sur de Francia.  Plum Village se convirtió en el centro de la comunidad internacional de Nhất Hạnh, la Tradición Plum Village, y atrajo a miles de seguidores de todo el mundo.
Nhất Hạnh también estableció monasterios y centros de práctica en Estados Unidos (Deer Park Monastery en California; Blue Cliff Monastery en Nueva York; Magnolia Grove Monastery en Misisipi) y Alemania (Instituto Europeo de Budismo Aplicado).

### Regreso a Vietnam
Después de 39 años de exilio, a Nhất Hạnh se le permitió regresar a Vietnam de visita en 2005 y nuevamente en 2007. Estos viajes fueron controvertidos, ya que algunos grupos budistas vietnamitas lo acusaron de colaborar con el gobierno comunista.
En 2014, Nhất Hạnh regresó definitivamente a Vietnam y se estableció en su templo de origen, Từ Hiếu, cerca de Huế.
En noviembre de 2014, Nhất Hạnh sufrió una hemorragia cerebral grave y fue hospitalizado. Después de meses de rehabilitación, fue dado de alta de la clínica de rehabilitación de accidentes cerebrovasculares en la Universidad Bordeaux Segalen. En julio de 2015, voló a San Francisco para acelerar su recuperación con un programa de rehabilitación agresivo en el Centro Médico UCSF. Regresó a Francia en enero de 2016. Después de pasar 2016 en Francia, Nhất Hạnh viajó a la Thai Plum Village. Continuó viendo a especialistas orientales y occidentales mientras estaba en Tailandia,[117] pero no pudo comunicarse verbalmente por el resto de su vida.
En noviembre de 2018, un comunicado de prensa de la comunidad de Plum Village confirmó que Nhất Hạnh, que entonces tenía 92 años, había regresado a Vietnam por última vez y viviría en el templo de Từ Hiếu durante "sus últimos días". En una reunión con discípulos mayores, había "comunicado claramente su deseo de regresar a Vietnam mediante gestos, asintiendo y moviendo la cabeza en respuesta a preguntas".
Nhất Hạnh murió en su residencia en el templo de Từ Hiếu el 22 de enero de 2022, a los 95 años, como resultado de complicaciones de su accidente cerebrovascular siete años antes.

## Enseñanzas y legado
Thích Nhất Hạnh fue un prolífico autor, con más de 100 libros publicados, muchos de ellos traducidos a numerosos idiomas. Sus enseñanzas se centraron en la práctica del mindfulness (atención plena), la meditación, la no violencia y la compasión.  Acuñó el término "budismo comprometido" para describir un enfoque del budismo que se involucra activamente en los problemas sociales y busca soluciones pacíficas a los conflictos.
Nhất Hạnh también desarrolló el concepto de "interser", que enfatiza la interconexión de todas las cosas y la ausencia de un yo separado.  Esta idea tiene raíces en la escuela budista Huayan y en la filosofía zen.
Sus enseñanzas han influido en personas de diversas tradiciones religiosas y han contribuido a la difusión del mindfulness en Occidente.

## Premios y reconocimientos
- 1967: Nominación al Premio Nobel de la Paz por Martin Luther King Jr.[9]
- 1991: Premio "El Valor de la Conciencia".[23]
- 2015: Premio Paz y Libertad Pacem in Terris.[24]

## Obras (selección)
Thich Nhat Hanh fue un autor prolífico. A continuación, se presenta una selección de sus obras más conocidas, con los títulos en español cuando están disponibles:
- El milagro del Mindfulness
- La paz está en cada paso
- La ira. El dominio del fuego interior
- Cómo amar
- El corazón de las enseñanzas de Buda
- Vivir el budismo o la práctica de la atención plena
- Ser paz

Muchas de sus obras han sido traducidas a más de 40 idiomas.

## Obras en inglés y vietnamita
| Fecha de primera publicación | Título en inglés | En Vietnamita                                                 |
| ---------------------------- | --- | ------------------------------------------------------------- |
| 1967                         | Fragrant Palm Leaves: Journals, 1962–1966 | Nẻo về của ý                                                  |
| 1967                         | Vietnam: Lotus in a Sea of FIre | Hoa sen trong biển lửa                                        |
| 1971                         | Zen Keys: A Guide to Zen Practice | Nẻo vào thiền học                                             |
| 1974                         | The Miracle of Mindfulness: A Manual on Meditation                                                                                              | Phép lạ của sự tỉnh thức                                      |
| 1987                         | Being Peace | Muốn an được an                                               |
| 1987                         | The Sutra on the Eight Realizations of the Great Beings                                                                                         |                                                               |
| 1987                         | The Heart Of Understanding: Commentaries on the Prajnaparamita Heart Sutra                                                                      | Trái tim của hiểu biết                                        |
| 1982                         | The sun my heart | Trái tim mặt trời                                             |
| 1988                         | Breathe: you are alive |                                                               |
| 1990                         | Transformation and Healing: Sutra on the Four Establishments of Mindfulness                                                                     | Con đường chuyển hóa                                          |
| 1990                         | Teachings on Love | Thương Yêu Theo Phương Pháp Bụt Dạy                           |
| 1990                         | Our Appointment with Life: Sutra on Knowing the Better Way to Live Alone                                                                        | Ước Hẹn Với Sự Sống                                           |
| 1990                         | Present Moment Wonderful Moment: Mindfulness Verses for Daily Living                                                                            |                                                               |
| 1990                         | |                                                               |
| 1991                         | Peace Is Every Step: The Path of Mindfulness in Everyday Life                                                                                   | An Lạc Từng Bước Chân                                         |
| 1991                         | Old Path White Clouds: Walking in the Footsteps of the Buddha                                                                                   | Đường Xưa Mây Trắng Theo gót chân Bụt                         |
| 1992                         | Touching Peace: Practicing the Art of Mindful Living (Being Peace)                                                                              |                                                               |
| 1992-1993                    | Thundering silence – The Diamond That Cuts Through Illusion, Commentaries on the Prajnaparamita Diamond Sutra                                   | Im Lặng Sấm Sét / Kinh Kim Cương – Gươm Báu Cắt Đứt Phiền Não |
| 1993                         | For a Future to Be Possible: Buddhist Ethics for Everyday Life (Commentaries on the Five Mindfulness Trainings)                                 | Để Có Một Tương Lai                                           |
| 1993                         | The Blooming of a Lotus: Guided Meditation for Achieving the Miracle of Mindfulness                                                             |                                                               |
| 1993                         | Love in Action: Writings on Nonviolent Social Change                                                                                            |                                                               |
| 1995                         | Living Buddha, Living Christ |                                                               |
| 1995-1996-1997               | Going Home: Jesus and Buddha as Brothers |                                                               |
| 1996                         | Hermitage Among the Clouds |                                                               |
| 1996                         | Cultivating The Mind Of Love |                                                               |
| 1996                         | The Stone Boy |                                                               |
| 1997                         | True Love: A Practice for Awakening the Heart                                                                                                   |                                                               |
| 1997                         | Stepping into Freedom: An Introduction to Buddhist Monastic Training                                                                            | Bước tới thảnh thơi                                           |
| 1998                         | The Heart of the Buddha's Teaching |                                                               |
| 1993                         | Call me by my true names |                                                               |
| 1999                         | You are Here: Discovering the Magic of the Present Moment                                                                                       |                                                               |
| 2000                         | The Raft Is Not the Shore: Conversations Toward a Buddhist/Christian Awareness [With Daniel Berrigan (Co-author)]                               |                                                               |
| 2000                         | The Path of Emancipation: Talks from a 21-Day Mindfulness Retreat                                                                               |                                                               |
| 2000                         | Plum Village Chanting and Recitation Book (Revised Edition 2007: Chanting from the Heart: Buddhist Ceremonies and Daily Practices)              |                                                               |
| 2001                         | Anger: Buddhist Wisdom for Cooling the Flame | Giận                                                          |
| 2001                         | Transformation at the Base: Fifty Verses on the Nature of Consciousness                                                                         |                                                               |
| 2001                         | A Pebble in Your Pocket |                                                               |
| 2001                         | Freedom Wherever We Go: A Buddhist Monastic Code for the Twenty-first Century                                                                   |                                                               |
| 2001                         | All in One, One in All: The nature of interbeing                                                                                                |                                                               |
| 2001                         | Master Tang Hoi: First Zen Teacher in Vietnam and China                                                                                         | Thiền Sư Tăng Hội                                             |
| 2001                         | Calming the Fearful Mind |                                                               |
| 2002                         | Be Free Where You Are |                                                               |
| 2002                         | My Master's Robe: Memories of a Novice Monk |                                                               |
| 2002                         | No Death, No Fear ; Comforting wisdom for life                                                                                                  | Không Diệt Không Sinh Đừng Sợ Hãi                             |
| 2003                         | Creating True Peace: Ending Conflict in Yourself, Your Community and the World                                                                  |                                                               |
| 2003                         | The Dragon Prince: Stories and Legends from Vietnam                                                                                             |                                                               |
| 2004                         | Peace Begins Here: Palestinians and Israelis Listening to Each Other                                                                            |                                                               |
| 2004                         | Touching the Earth: Intimate Conversations with the Buddha                                                                                      |                                                               |
| 2005                         | Keeping the Peace: Mindfulness and Public Service                                                                                               |                                                               |
| 2006                         | The Energy of Prayer: How to Deepen Your Spiritual Practice                                                                                     | Hiệu Lực Cầu Nguyện                                           |
| 2006                         | Understanding Our Mind: 50 Verses on Buddhist Psychology                                                                                        |                                                               |
| 2006                         | Present Moment Wonderful Moment: Mindfulness Verses for Daily Living                                                                            |                                                               |
| 2007                         | The Art of Power |                                                               |
| 2007                         | Buddha Mind, Buddha Body: Walking Toward Enlightenment                                                                                          | Bụt Là Hình Hài, Bụt Là Tâm Thức                              |
| 2007                         | Fidelity: How to Create a Loving Relationship That Lasts                                                                                        |                                                               |
| 2007                         | Chanting from the Heart: Buddhist Ceremonies and Daily Practices                                                                                |                                                               |
| 2008                         | The World we Have |                                                               |
| 2008                         | Under the banyan tree: Overcoming fear and sorrow                                                                                               |                                                               |
| 2008                         | Mindful Movements: Ten Exercises for Well-Being                                                                                                 |                                                               |
| 2009                         | Happiness: Essential Mindfulness Practices |                                                               |
| 2010                         | Savor: Mindful Eating, Mindful Life [With Dr Lilian Cheung (Co-author)]                                                                         |                                                               |
| 2010                         | Reconciliation: Healing the Inner Child [Dharma talks 1998-2009]                                                                                |                                                               |
| 2010                         | |                                                               |
| 2011                         | Peace Is Every Breath: A Practice for Our Busy Lives                                                                                            |                                                               |
| 2011                         | The Novice: A Story of True Love |                                                               |
| 2011                         | Planting Seeds: Practicing Mindfulness with Children                                                                                            |                                                               |
| 2011                         | Your True Home: The Everyday Wisdom of Thich Nhat Hanh                                                                                          |                                                               |
| 2011                         | Awakening of the Heart: Essential Buddhist Sutras and Commentaries                                                                              |                                                               |
| 2012                         | Making space. Creating a Home Meditation Practice                                                                                               |                                                               |
| 2012                         | Fear: Essential Wisdom for Getting Through the Storm                                                                                            |                                                               |
| 2012                         | A Handful of Quiet: Happiness in Four Pebbles                                                                                                   |                                                               |
| 2012                         | Work: How to Find Joy and Meaning in Each Hour of the Day                                                                                       |                                                               |
| 2012                         | Good Citizens: Creating Enlightened Society |                                                               |
| 2013 [2008]                  | Love Letter to The Earth |                                                               |
| 2013                         | The Mindfulness Survivavl Kit. Five Essential Practices                                                                                         |                                                               |
| 2013                         | The Art of Communicating |                                                               |
| 2014                         | Is nothing something ? : Kids' Questions and Zen Answers about Life, Death, Family, Friendship, and Everything in Between                       |                                                               |
| 2014                         | No Mud, No Lotus: The Art of Transforming Suffering                                                                                             |                                                               |
| 2014                         | How to Sit (Mindfulness Essentials #1) |                                                               |
| 2014                         | How to Eat (Mindfulness Essentials #2) |                                                               |
| 2014                         | How to Love (Mindfulness Essentials #3) |                                                               |
| 2014                         | How to Walk (Mindfulness Essentials #4) |                                                               |
| 2015                         | How to Relax (Mindfulness Essentials #5) |                                                               |
| 2015                         | This Moment Is Full of Wonders: The Zen Calligraphy of Thich Nhat                                                                               |                                                               |
| 2015                         | Silence: The Power of Quiet in a World Full of Noise                                                                                            |                                                               |
| 2016                         | At Home in the World: Stories and Essential Teachings from a Monk's Life                                                                        |                                                               |
| 2017                         | The Other Shore: A New Translation of the Heart Sutra                                                                                           |                                                               |
| 2017                         | How to Fight (Mindfulness Essentials #6) |                                                               |
| 2017                         | The Art of Living: Peace and Freedom in the Here and Now                                                                                        |                                                               |
| 2017                         | Happy Teachers Change the World: A Guide for Cultivating Mindfulness in Education [With Katherine Weare (Co-author)] Foreword by Jon Kabat-Zinn |                                                               |